# 寺田財閥
寺田財閥（てらだざいばつ）は、明治、大正、昭和期に活躍した阪神財閥の一つ。寺田家が泉州（大阪府）岸和田の資産家で、文化年間より酒造業に転じ、銘柄『玉の井』をもって知られるようになる。

## 概要
酒造を開始してから三代目当主甚兵衛は、妻の徳との間に甚与茂、元吉の2人の男子をもうけたが、1855年（安政2年）に没した。徳は甚右衛門を入夫として迎え、その間に5男1女をなした。しかし、甚右衛門も1868年（明治元年）に死去し、甚与茂は16歳で家督を相続した。
元吉は、1874年（明治7年）に分家し、酒造業（銘柄『元朝』）を営んだ。甚与茂、元吉の異父弟もそれぞれ分家したり養子に行ったが、利吉は酒造業に携わらず、甚与茂も後に酒造業を廃業。しかし、元吉をはじめ、徳三郎、久吉、広吉、定蔵（下市家に養子）各家も酒造業を営んだ。久吉の系統は『祝盃』の銘柄で醸造業を営んだが、現在は廃業している。
甚与茂の系統は南寺田家、元吉系は北寺田家、利吉系は堺寺田家と称された。この三家が起こした3つの家業グループが、寺田財閥を構成していた。
甚与茂と元吉は、1877年（明治10年）頃から岸和田地方の各種企業の設立にさいし、共同出資者として積極的に参加した。
1878年（明治11年）の第五十一国立銀行（岸和田）、1887年（明治20年）の第一煉瓦製造（のちの岸和田煉瓦綿業）、1892年（明治25年）の岸和田紡績、1897年（明治30年）の和泉貯金銀行（のちの和泉銀行）などである。
当初これらの企業における寺田家の出資比率はあまり高くなかったが、甚与茂と元吉は、これらの企業の役員に就任した。その後、甚与茂、元吉、彼らの異父弟各家は、これらの企業における出資比率をいちじるしく向上させた。
南寺田家、北寺田家両グループは相互に株式を持ち合い、役員の派遣も行っていたが、堺寺田家には前二者グループに対する出資はともかく、出資参加や役員派遣には応じなかった。しかし3つのグループのうち、圧倒的な力を誇っていたのは、南寺田家であった。同じ時期に設立された寺田合名（1000万円）と佐野紡績（375万円）、ほぼ同じ時期に増資を行った寺田紡績工廠（100万円）という三グループの家業会社の資本力が端的にそれを物語る。
寺田財閥の事業会社のトップマネジメントには専門経営者が存在したが、大部分が工員、給士等から叩き上げられた人物であった。例外は、1939年（昭和14年）から岸和田紡の常務、1940年（昭和15年）から岸和田紡の専務であった藤岡長和と合併直前の半年間取締役だった左納源一郎である。
藤岡は、役員就任まで熊本県理事だった高級官僚の天下りで、日紡側から合併交渉に備えて送り込まれた人物である。左納は東京高工卒の技術者だが、わずか半年間の任期である。ただ、専門経営者はあくまでも、事業会社のトップマネジメントにおけるそれであって、寺田合名、佐野紡績等の本社の役員と意思決定の権限は、戦時統制経済に移行するまで、寺田各家のメンバーが集中的に保持した。

## 南寺田家（寺田甚与茂）
南寺田家は、和泉銀行、和泉貯蓄銀行（1921年<大正10年>設立）、岸和田紡績、岸和田煉瓦綿業を家業・準家業グループとして支配し、甚与茂もこれらの会社で一貫して社長もしくは頭取の地位にあった。
1920年（大正9年）12月には資本金1000万円の寺田合名を設立。
1930年（昭和5年）に甚与茂が没すると長男甚吉が関連事業を継承、1938年（昭和13年）まで和泉銀・岸和田紡を率いたが、その後和泉銀では会長に退き（実弟の吉之助が頭取に就任）、岸和田紡でも専門経営者の山田宗三郎を迎え入れ、自らは専務にとどまった。
その後戦時統制の流れで、和泉銀は1940年（昭和15年）3月に南寺田家系の五十一・堺寺田家系の寺田の両行に営業圏を共通にする岸和田・貝塚の各銀行と合併、阪南銀行となり、1945年（昭和20年）7月に住友銀行に合併した。
岸和田紡は1941年（昭和16年）7月に大日本紡績（後のユニチカ）に吸収合併されるが、この合併に対しては北寺田家の元之助と堺寺田家の二代利吉が反対して、岸和田紡を中心とする寺田一族の綿紡績の結集を主張したものの、容れられなかった。
南寺田家は、寺田合名会社が1947年（昭和22年）5月に持株会社指定を受けて以降、とくに旧家業と同じ事業分野に新しく家業を起こす動きを示すことはなかった。ユニチカやオーツタイヤ（現・住友ゴム工業）を始めとした大企業や、寺田ビル・近畿日野ルノー等の自動車ディーラー会社等で株主となる他、寺田万寿会（病院）の役員となるなど、資産家としての活動に止まっている。この点は、戦後も実業に積極的に関わった北・堺寺田家とは対照的である。

## 北寺田家（寺田元吉）
元吉は、上記南寺田家の関連企業で取締役を務めていたが、明治末期から準家業としての五十一銀行を足がかりに次々と準家業会社を起こして、独自グループを形成していった。1912年（明治45年／大正元年）の関西製綱、1915年（大正4年）の東洋麻糸紡織設立のための共同出資に大株主として参加し、しかも長男元之助を社長に就任させた。元吉は両社の経営の中心にあり、これらは北寺田家の準家業会社であった。また1915年（大正4年）に共同出資企業泉州織物の経営をてこ入れし、元吉が社長に就任した。
南寺田家が寺田合名を設立した1920年（大正9年）12月には、これに対応するかのように佐野紡績（1896年<明治29年>当時に元吉が個人企業の製綿製米所として創業）を株式会社（払込資本金375万円）に改組、家業会社とした。三家の中では唯一酒造業を維持し、三男正蔵が元朝の醸造を継いだ。
元吉は1923年（大正12年）に佐野紡績社長の座を元之助に譲り1931年（昭和6年）に死去するが、五十一銀行頭取には岸村徳兵が就任する。寺田一族の同行に対する出資比率は高くなく、支配力も決定的なものではなかった。このため佐野紡績を中心とした事業の方に傾注し、1943年（昭和18年）9月に佐野紡績・関西製綱・東洋麻糸紡織・泉州織物を合併して、製綱、麻紡、綿、化繊織を兼ねる帝国産業株式会社（後のテザック）を設立。
寺田元之助は1954年（昭和29年）に、社長を八木芳信（元之助の長女の夫で内務官僚から元之助の要請により専務に就任）に委譲。その後も社長は寺田正男（元之助の三女喜久の夫で元之助の婿養子に入った）・寺田和之（元之助の長男元三郎の娘の夫で元三郎の婿養子）と続いた。元之助には男子も男の孫もいながら、帝国産業の社長には代々女婿あるいは婿養子が就任している。
なお、テザックは2002年（平成14年）7月に会社更生法を申請、事実上倒産した。その後日本植生がスポンサーとなり再建を果たし、2005年（平成17年）12月に更生手続終結となったが、資本的に北寺田家との関係はなくなった。

## 堺寺田家（寺田利吉）
堺寺田家では、二代利吉の時代に独自のグループづくりに動き出した。
1907年（明治40年）に寺田銀行（払込資本金12万5000円）を岸和田に設立、1915年（大正4年）に寺田紡績工廠（払込資本金12万5000円）を泉南郡麻生郷村に設立したのがそれである。二代利吉は岸和田紡支配人であったが、1913年（大正2年）に退職して、独自の紡績会社を設立した。
その後1943年（昭和18年）12月に寺田紡績工廠の太番手紡機をもとに寺田工業を設立。同社は麻綿混紡糸メーカーの寺田紡績（現・テラボウ）として健在だが、2012年（平成24年）にはユニチカの完全子会社となっており、現在は堺寺田家との関係はほとんどない。

## 関係する人物
- 川勝傳 - 寺田合名理事

## 関連施設
- がんこ岸和田五風荘
- 岸和田市立自泉会館